# FC Senec
El FC Senec fou un club eslovac de futbol de la ciutat de Senec.

## Història
El club fou fundat l'any 1990. Fou dissolt l'any 2008 després de fusionar-se amb FK DAC 1904 Dunajská Streda.
Evolució del nom:
- 1990: STK Senec
- 1992: FK Koba Senec
- 1995: FK VTJ Koba Senec
- 2002: FK Koba Senec
- 2004: FC Senec
- 2008: dissolució

## Palmarès
- Copa eslovaca de futbol: 
  - 2001-02
- Supercopa eslovaca de futbol: 
  - 2002

## Participacions europees
| Temporada | Competició      | Ronda                 | País                 | Club             | Local | Visitant | Agregat |
| --------- | --------------- | --------------------- | -------------------- | ---------------- | ----- | -------- | ------- |
| 2002-03   | Copa de la UEFA | Ronda classificatòria | Bòsnia i Hercegovina | NK Široki Brijeg | 1-2   | 0-3      | 1-5     |

## Patrocinadors
| Període   | Proveïdor | Patrocinador      |
| --------- | --------- | ----------------- |
| 1998-2000 | Uhlsport  | KOBA              |
| 2000-2003 | NIKE      | KOBA              |
| 2003-2004 | Legea     | KOBA              |
| 2004-2005 | Adidas    | KOBA              |
| 2005-2006 | Kappa     | I LOVE SENEC      |
| 2006-07   | NIKE      | Astrium-Hotels.de |
| 2007-2008 | Umbro     | Kenvelo           |

## Futbolistes destacats
Futbolistes que han estat internacionals amb el seu país.
| - Ľubomír Guldan - Ľuboš Hanzel - Ľubomír Michalík - Krisztián Németh (futbolista eslovac) | - Ján Novota - Dušan Perniš - Attila Pinte - Július Šimon | - Milan Timko - Marek Ujlaky |